# Gonocarpus serpyllifolius
Gonocarpus serpyllifolius là một loài thực vật có hoa trong họ Haloragaceae. Loài này được Hook.f. miêu tả khoa học đầu tiên năm 1840.